# Brockford Street
Brockford Street – wieś w Anglii, w hrabstwie Suffolk. Leży 22 km na północ od miasta Ipswich i 118 km na północny wschód od Londynu.